# Bandeira da Comunidade dos Países de Língua Portuguesa
A Bandeira da Comunidade dos Países de Língua Portuguesa é um símbolo que representa a Comunidade dos Países de Língua Portuguesa.

## História
A bandeira foi adotada em 17 de julho de 1996.

## Características

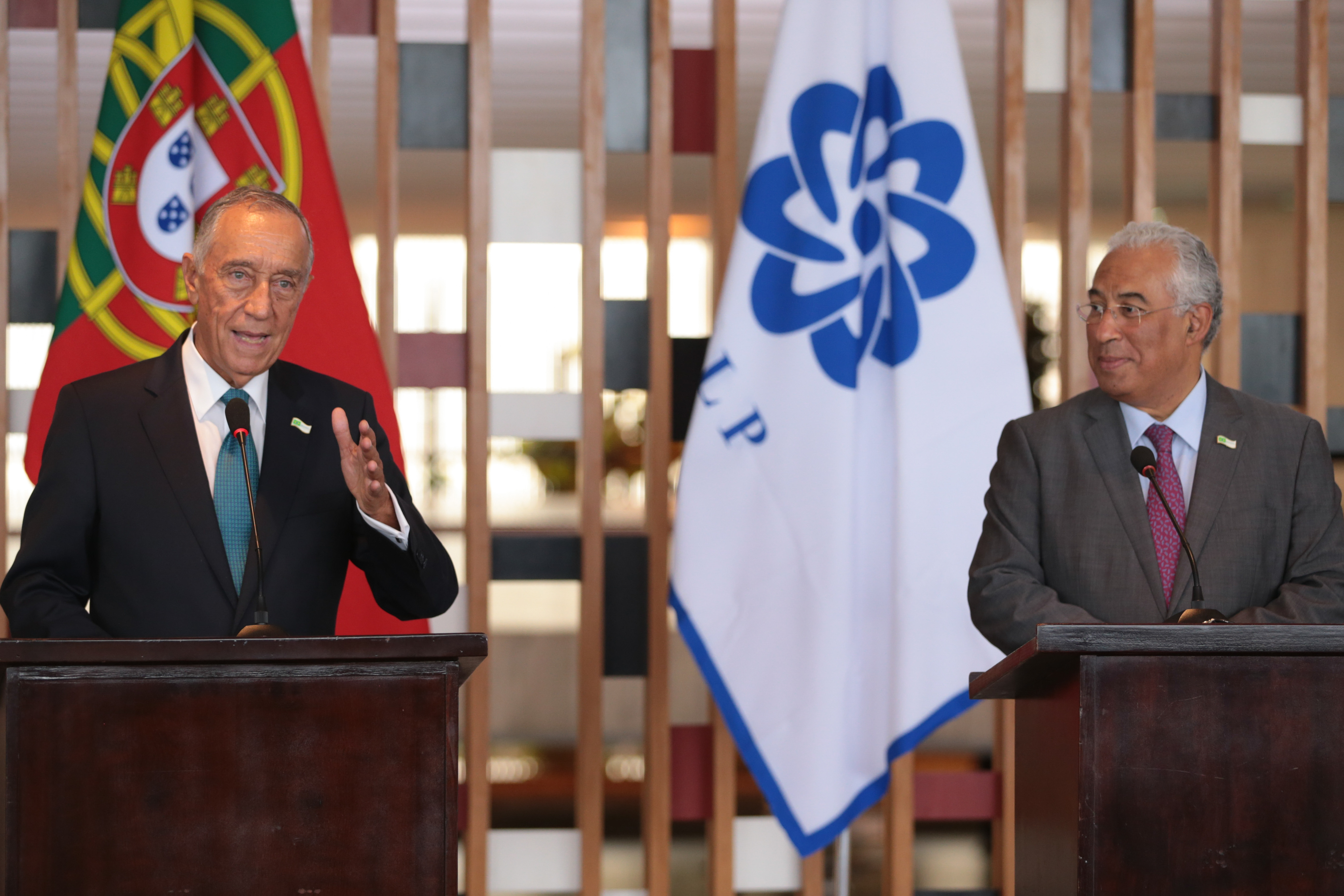
Presidente da República e primeiro-ministro de Portugal, no encerramento da conferência da CPLP, com a bandeira da mesma como pano de fundo

Seu desenho consiste em um retângulo de fundo branco com uma borda azul. Em relação às proporções dos elemento, em uma bandeira com 2 × 1,40 m, a borda tem 5 cm, os caracteres "CPLP" têm 10 cm de altura e o logotipo tem 60 cm de diâmetro. Os caracteres estão a 12 cm de distância do logotipo e a 21,5 cm de distância da borda inferior.

## Simbolismo
O significado do logotipo é: Tendo o círculo como base geométrica, decidiu-se dividi-lo em oito partes iguais, igual ao número de países da CPLP. Assim, cada elemento representa um país. Foi utilizado um elemento em forma de onda, representando o mar, que antes da língua comum, foi o primeiro elemento que uniu aqueles países. No centro desta estrutura, um círculo concêntrico à estrutura, representa o elemento de união hoje em dia - a língua portuguesa.